# Comuna Ustea, Borșciv
Ustea (în ucraineană Устя) este o comună în raionul Borșciv, regiunea Ternopil, Ucraina, formată din satele Mîhalkiv și Ustea (reședința).

## Demografie
Componența lingvistică a comunei Ustea
     Ucraineană (99,03%)
     Alte limbi (0,96%)
Conform recensământului din 2001, majoritatea populației comunei Ustea era vorbitoare de ucraineană (99,03%), existând în minoritate și vorbitori de alte limbi.